# Саду Айяту
Саду Айяту (фр. Sadou Hayatou; 15 лютого 1942 — 1 серпня 2019) — камерунський політик, прем'єр-міністр Республіки Камерун від квітня 1991 до квітня 1992 року.

## Життєпис
Народився в місті Гаруа.
1984 року увійшов до складу уряду Камеруну, отримавши портфель міністра сільського господарства.
Після відставки з посту голови уряду Айяту став національним директором Банк держав Центральної Африки, пішовши з тієї посади 1 січня 2008 року.